# Otis, Kansas
Otis là một thành phố thuộc quận Rush, tiểu bang Kansas, Hoa Kỳ. Năm 2010, dân số của xã này là 282 người.

## Dân số
Dân số các năm:
- Năm 2000: 325 người
- Năm 2010: 282 người